# Кшановице
Кшановице (пол. Krzanowice)  —  город  в Польше, входит в Силезское воеводство,  Рацибужский повят.  Имеет статус городско-сельской гмины. Занимает площадь 3,19 км². Население — 2 206 человек (на 2004 год).